# UAE Tour 2024
UAE Tour 2024 – 6. edycja wyścigu kolarskiego UAE Tour, która odbyła się w dniach od 19 do 25 lutego 2024 na liczącej 978 kilometrów trasie składającej się z 7 etapów, rozgrywanych w Zjednoczonych Emiratach Arabskich. Impreza kategorii 2.UWT była częścią UCI World Tour 2024.

## Etapy
| Etap | Data   | Start – Meta                         | type                       | Dystans (km) | Suma wzniesień (m) | Zwycięzca etapu     | Lider               |
| ---- | ------ | ------------------------------------ | -------------------------- | ------------ | ------------------ | ------------------- | ------------------- |
| 1    | 19 lut | Madinat Zayed – Liwa Oasis           | płaski                     | 141          | 1391 m             | Tim Merlier         | Tim Merlier         |
| 2    | 20 lut | Al Ḩudayriyāt – Al Ḩudayriyāt        | jazda indywidualna na czas | 12,1         | 2 m                | Brandon McNulty     | Brandon McNulty     |
| 3    | 21 lut | Al Marjan Island – Dżabal al-Dżajs   | górski                     | 176          | 2029 m             | Ben O’Connor        | Jay Vine            |
| 4    | 22 lut | Dubaj – Port Rashid                  | płaski                     | 168          | 288 m              | Tim Merlier         | Jay Vine            |
| 5    | 23 lut | Al Aqqah – Umm al-Kajwajn            | płaski                     | 182          | 1043 m             | Olav Kooij          | Jay Vine            |
| 6    | 24 lut | Luwr Abu Zabi – Abu Dhabi Breakwater | płaski                     | 138          | 110 m              | Tim Merlier         | Jay Vine            |
| 7    | 25 lut | Al-Ajn – Jabal Hafit                 | górzysty                   | 161          | 1267 m             | Lennert Van Eetvelt | Lennert Van Eetvelt |

## Uczestnicy

### Drużyny
| WorldTeams (17)- Alpecin-Deceuninck - Astana Qazaqstan Team - Bahrain Victorious - Bora-Hansgrohe - Cofidis - Decathlon-AG2R La Mondiale - EF Education-EasyPost - Groupama-FDJ - Ineos Grenadiers - Intermarché-Wanty - Lidl-Trek - Movistar Team - Soudal Quick-Step - Team dsm-firmenich PostNL - Team Jayco AlUla - Team Visma \| Lease a Bike - UAE Team Emirates ProTeams (4)- Israel-Premier Tech - Lotto Dstny - Tudor Pro Cycling Team - Corratec-Vini Fantini |
| |

### Lista startowa
| UAE Team Emirates UAD | UAE Team Emirates UAD       | UAE Team Emirates UAD |
| --------------------- | --------------------------- | --------------------- |
| Nr                    | Kolarz                      | Miejsce               |
| 1                     | Adam Yates (GBR)            | DNF-3                 |
| 2                     | Ivo Oliveira (POR) (szosa)  | 123.                  |
| 3                     | Mikkel Bjerg (DEN)          | 15.                   |
| 4                     | Vegard Stake Laengen (NOR)  | 90.                   |
| 5                     | Brandon McNulty (USA) (ITT) | 57.                   |
| 6                     | Juan Sebastián Molano (COL) | 124.                  |
| 7                     | Jay Vine (AUS)              | 22.                   |

| Alpecin-Deceuninck ADC | Alpecin-Deceuninck ADC      | Alpecin-Deceuninck ADC |
| ---------------------- | --------------------------- | ---------------------- |
| Nr                     | Kolarz                      | Miejsce                |
| 11                     | Kaden Groves (AUS)          | 97.                    |
| 12                     | Maurice Ballerstedt (GER)   | 105.                   |
| 13                     | Silvan Dillier (SUI)        | 50.                    |
| 14                     | Jason Osborne (GER)         | DNF-7                  |
| 15                     | Jonas Rickaert (BEL)        | 69.                    |
| 16                     | Henri Uhlig (GER)           | 43.                    |
| 17                     | Fabio Van den Bossche (BEL) | 52.                    |

| Astana Qazaqstan Team AST | Astana Qazaqstan Team AST | Astana Qazaqstan Team AST |
| ------------------------- | ------------------------- | ------------------------- |
| Nr                        | Kolarz                    | Miejsce                   |
| 21                        | Mark Cavendish (GBR)      | DNS-6                     |
| 22                        | Michele Gazzoli (ITA)     | 118.                      |
| 23                        | Dmitrij Gruzdiew (KAZ)    | 108.                      |
| 24                        | Harold Martín López (ECU) | 14.                       |
| 25                        | Michael Mørkøv (DEN)      | 127.                      |
| 26                        | Gleb Syrica               | 122.                      |
| 27                        | Harold Tejada (COL)       | 24.                       |

| Bahrain Victorious TBV | Bahrain Victorious TBV      | Bahrain Victorious TBV |
| ---------------------- | --------------------------- | ---------------------- |
| Nr                     | Kolarz                      | Miejsce                |
| 31                     | Pello Bilbao (ESP)          | 3.                     |
| 32                     | Nikias Arndt (GER)          | 38.                    |
| 33                     | Phil Bauhaus (GER)          | 111.                   |
| 34                     | Rainer Kepplinger (AUT)     | DNS-5                  |
| 35                     | Johan Price-Pejtersen (DEN) | 117.                   |
| 36                     | Cameron Scott (AUS)         | 99.                    |
| 37                     | Torstein Træen (NOR)        | 29.                    |

| Bora-Hansgrohe BOH | Bora-Hansgrohe BOH             | Bora-Hansgrohe BOH |
| ------------------ | ------------------------------ | ------------------ |
| Nr                 | Kolarz                         | Miejsce            |
| 41                 | Sam Welsford (AUS)             | 82.                |
| 42                 | Emanuel Buchmann (GER) (szosa) | 27.                |
| 43                 | Patrick Gamper (AUT) (ITT)     | 63.                |
| 44                 | Filip Maciejuk (POL)           | 47.                |
| 45                 | Ryan Mullen (IRL) (ITT)        | 85.                |
| 46                 | Danny van Poppel (NED)         | 84.                |
| 47                 | Ben Zwiehoff (GER)             | 17.                |

| Cofidis COF | Cofidis COF                 | Cofidis COF |
| ----------- | --------------------------- | ----------- |
| Nr          | Kolarz                      | Miejsce     |
| 51          | Kenny Elissonde (FRA)       | DNF-7       |
| 52          | Stanisław Aniołkowski (POL) | 87.         |
| 53          | Rubén Fernández (ESP)       | 30.         |
| 54          | Eddy Finé (FRA)             | 71.         |
| 55          | Milan Fretin (BEL)          | 109.        |
| 56          | Christophe Noppe (BEL)      | 112.        |
| 57          | Hugo Toumire (FRA)          | 39.         |

| Team Corratec-Vini Fantini COR | Team Corratec-Vini Fantini COR | Team Corratec-Vini Fantini COR |
| ------------------------------ | ------------------------------ | ------------------------------ |
| Nr                             | Kolarz                         | Miejsce                        |
| 61                             | Jakub Mareczko (ITA)           | DNF-7                          |
| 62                             | Alessandro Monaco (ITA)        | 68.                            |
| 63                             | Marco Murgano (ITA)            | 76.                            |
| 64                             | Andrij Ponomar (UKR)           | 42.                            |
| 65                             | Mark Stewart (GBR)             | 86.                            |
| 66                             | Attilio Viviani (ITA)          | 80.                            |
| 67                             | Samuele Zambelli (ITA)         | 129.                           |

| Decathlon-AG2R La Mondiale DAT | Decathlon-AG2R La Mondiale DAT | Decathlon-AG2R La Mondiale DAT |
| ------------------------------ | ------------------------------ | ------------------------------ |
| Nr                             | Kolarz                         | Miejsce                        |
| 71                             | Sam Bennett (IRL)              | 125.                           |
| 72                             | Bruno Armirail (FRA)           | 37.                            |
| 73                             | Ben O’Connor (AUS)             | 2.                             |
| 74                             | Valentin Paret-Peintre (FRA)   | 36.                            |
| 75                             | Gianluca Pollefliet (BEL)      | 98.                            |
| 76                             | Nicolas Prodhomme (FRA)        | 32.                            |
| 77                             | Valentin Retailleau (FRA)      | 60.                            |

| EF Education-EasyPost EFE | EF Education-EasyPost EFE          | EF Education-EasyPost EFE |
| ------------------------- | ---------------------------------- | ------------------------- |
| Nr                        | Kolarz                             | Miejsce                   |
| 81                        | Simon Carr (GBR)                   | 20.                       |
| 82                        | Stefan de Bod (RSA)                | DNF-1                     |
| 83                        | Markel Beloki (ESP)                | 72.                       |
| 84                        | Sean Quinn (USA)                   | 40.                       |
| 85                        | Jack Rootkin-Gray (GBR)            | 106.                      |
| 86                        | Georg Steinhauser (GER)            | DNS-2                     |
| 87                        | Jardi Christiaan van der Lee (NED) | 41.                       |

| Ineos Grenadiers IGD | Ineos Grenadiers IGD  | Ineos Grenadiers IGD |
| -------------------- | --------------------- | -------------------- |
| Nr                   | Kolarz                | Miejsce              |
| 91                   | Elia Viviani (ITA)    | 110.                 |
| 92                   | Andrew August (USA)   | 55.                  |
| 93                   | Tobias Foss (NOR)     | 11.                  |
| 94                   | Michael Leonard (CAN) | 100.                 |
| 95                   | Brandon Rivera (COL)  | 8.                   |
| 96                   | Óscar Rodríguez (ESP) | 31.                  |
| 97                   | Ben Swift (GBR)       | 56.                  |

| Intermarché-Wanty IWA | Intermarché-Wanty IWA   | Intermarché-Wanty IWA |
| --------------------- | ----------------------- | --------------------- |
| Nr                    | Kolarz                  | Miejsce               |
| 101                   | Louis Meintjes (RSA)    | 33.                   |
| 102                   | Kevin Colleoni (ITA)    | 35.                   |
| 103                   | Alexy Faure Prost (FRA) | 51.                   |
| 104                   | Arne Marit (BEL)        | 115.                  |
| 105                   | Tom Paquot (BEL)        | 48.                   |
| 106                   | Gijs Van Hoecke (BEL)   | 94.                   |
| 107                   | Boy van Poppel (NED)    | 114.                  |

| Israel-Premier Tech IPT | Israel-Premier Tech IPT   | Israel-Premier Tech IPT |
| ----------------------- | ------------------------- | ----------------------- |
| Nr                      | Kolarz                    | Miejsce                 |
| 111                     | Pascal Ackermann (GER)    | 120.                    |
| 112                     | George Bennett (NZL)      | 25.                     |
| 113                     | Oded Kogut (ISR) (ITT)    | 101.                    |
| 114                     | Matthew Riccitello (USA)  | 12.                     |
| 115                     | Mads Würtz Schmidt (DEN)  | 61.                     |
| 116                     | Michael Schwarzmann (GER) | 113.                    |
| 117                     | Rick Zabel (GER)          | 96.                     |

| Lidl-Trek LTK | Lidl-Trek LTK            | Lidl-Trek LTK |
| ------------- | ------------------------ | ------------- |
| Nr            | Kolarz                   | Miejsce       |
| 121           | Juan Pedro López (ESP)   | 16.           |
| 122           | Dario Cataldo (ITA)      | 70.           |
| 123           | Simone Consonni (ITA)    | 67.           |
| 124           | Patrick Konrad (AUT)     | 19.           |
| 125           | Jacopo Mosca (ITA)       | 34.           |
| 126           | Natnael Tesfatsion (ERI) | 21.           |
| 127           | Carlos Verona (ESP)      | 9.            |

| Lotto Dstny LTD | Lotto Dstny LTD           | Lotto Dstny LTD |
| --------------- | ------------------------- | --------------- |
| Nr              | Kolarz                    | Miejsce         |
| 131             | Thomas De Gendt (BEL)     | DNF-7           |
| 132             | Johannes Adamietz (GER)   | 44.             |
| 133             | Jacopo Guarnieri (ITA)    | 89.             |
| 134             | Jarne Van De Paar (BEL)   | 91.             |
| 135             | Lennert Van Eetvelt (BEL) | 1.              |
| 136             | Henri Vandenabeele (BEL)  | 79.             |
| 137             | Harm Vanhoucke (BEL)      | 46.             |

| Movistar Team MOV | Movistar Team MOV        | Movistar Team MOV |
| ----------------- | ------------------------ | ----------------- |
| Nr                | Kolarz                   | Miejsce           |
| 141               | Einer Rubio (COL)        | 13.               |
| 142               | Rémi Cavagna (FRA) (ITT) | 59.               |
| 143               | Davide Cimolai (ITA)     | 121.              |
| 144               | Fernando Gaviria (COL)   | DNS-7             |
| 145               | Lorenzo Milesi (ITA)     | 45.               |
| 146               | Iván Romeo (ESP)         | 26.               |
| 147               | Pelayo Sánchez (ESP)     | 65.               |

| Soudal Quick-Step SOQ | Soudal Quick-Step SOQ    | Soudal Quick-Step SOQ |
| --------------------- | ------------------------ | --------------------- |
| Nr                    | Kolarz                   | Miejsce               |
| 151                   | Tim Merlier (BEL)        | 102.                  |
| 152                   | Ayco Bastiaens (BEL)     | 93.                   |
| 153                   | Jan Hirt (CZE)           | 28.                   |
| 154                   | Bert Van Lerberghe (BEL) | 103.                  |
| 155                   | Ilan Van Wilder (BEL)    | 4.                    |
| 156                   | Mauri Vansevenant (BEL)  | 18.                   |
| 157                   | Jordi Warlop (BEL)       | 104.                  |

| Team dsm-firmenich PostNL DFP | Team dsm-firmenich PostNL DFP | Team dsm-firmenich PostNL DFP |
| ----------------------------- | ----------------------------- | ----------------------------- |
| Nr                            | Kolarz                        | Miejsce                       |
| 161                           | Fabio Jakobsen (NED)          | 128.                          |
| 162                           | Tobias Lund Andresen (DEN)    | 77.                           |
| 163                           | Alexander Edmondson (AUS)     | 92.                           |
| 164                           | Enzo Leijnse (NED)            | 81.                           |
| 165                           | Max Poole (GBR)               | 7.                            |
| 166                           | Timo Roosen (NED)             | 73.                           |
| 167                           | Julius van den Berg (NED)     | 126.                          |

| Team Jayco AlUla JAY | Team Jayco AlUla JAY    | Team Jayco AlUla JAY |
| -------------------- | ----------------------- | -------------------- |
| Nr                   | Kolarz                  | Miejsce              |
| 171                  | Dylan Groenewegen (NED) | 107.                 |
| 172                  | Edward Dunbar (IRL)     | DNS-2                |
| 173                  | Jan Maas (NED)          | 49.                  |
| 174                  | Luka Mezgec (SLO)       | 78.                  |
| 175                  | Kelland O’Brien (AUS)   | 64.                  |
| 176                  | Jesús David Peña (COL)  | 23.                  |
| 177                  | Elmar Reinders (NED)    | 83.                  |

| Team Visma \| Lease a Bike TVL | Team Visma \| Lease a Bike TVL    | Team Visma \| Lease a Bike TVL |
| ------------------------------ | --------------------------------- | ------------------------------ |
| Nr                             | Kolarz                            | Miejsce                        |
| 181                            | Olav Kooij (NED)                  | 74.                            |
| 182                            | Bart Lemmen (NED)                 | 10.                            |
| 183                            | Attila Valter (HUN) (szosa i ITT) | 5.                             |
| 184                            | Loe van Belle (NED)               | 53.                            |
| 185                            | Tosh Van der Sande (BEL)          | 66.                            |
| 186                            | Mick van Dijke (NED)              | 54.                            |
| 187                            | Tim van Dijke (NED)               | 62.                            |

| Tudor Pro Cycling Team TUD | Tudor Pro Cycling Team TUD     | Tudor Pro Cycling Team TUD |
| -------------------------- | ------------------------------ | -------------------------- |
| Nr                         | Kolarz                         | Miejsce                    |
| 191                        | Arvid de Kleijn (NED)          | 116.                       |
| 192                        | Nils Brun (SUI)                | 58.                        |
| 193                        | Sebastian Kolze Changizi (DEN) | 95.                        |
| 194                        | Rick Pluimers (NED)            | 88.                        |
| 195                        | Michael Storer (AUS)           | 6.                         |
| 196                        | Florian Stork (GER)            | 75.                        |
| 197                        | Maikel Zijlaard (NED)          | 119.                       |

| UAE Team Emirates UAD | UAE Team Emirates UAD       | UAE Team Emirates UAD |
| --------------------- | --------------------------- | --------------------- |
| Nr                    | Kolarz                      | Miejsce               |
| 1                     | Adam Yates (GBR)            | DNF-3                 |
| 2                     | Ivo Oliveira (POR) (szosa)  | 123.                  |
| 3                     | Mikkel Bjerg (DEN)          | 15.                   |
| 4                     | Vegard Stake Laengen (NOR)  | 90.                   |
| 5                     | Brandon McNulty (USA) (ITT) | 57.                   |
| 6                     | Juan Sebastián Molano (COL) | 124.                  |
| 7                     | Jay Vine (AUS)              | 22.                   |

| Alpecin-Deceuninck ADC | Alpecin-Deceuninck ADC      | Alpecin-Deceuninck ADC |
| ---------------------- | --------------------------- | ---------------------- |
| Nr                     | Kolarz                      | Miejsce                |
| 11                     | Kaden Groves (AUS)          | 97.                    |
| 12                     | Maurice Ballerstedt (GER)   | 105.                   |
| 13                     | Silvan Dillier (SUI)        | 50.                    |
| 14                     | Jason Osborne (GER)         | DNF-7                  |
| 15                     | Jonas Rickaert (BEL)        | 69.                    |
| 16                     | Henri Uhlig (GER)           | 43.                    |
| 17                     | Fabio Van den Bossche (BEL) | 52.                    |

| Astana Qazaqstan Team AST | Astana Qazaqstan Team AST | Astana Qazaqstan Team AST |
| ------------------------- | ------------------------- | ------------------------- |
| Nr                        | Kolarz                    | Miejsce                   |
| 21                        | Mark Cavendish (GBR)      | DNS-6                     |
| 22                        | Michele Gazzoli (ITA)     | 118.                      |
| 23                        | Dmitrij Gruzdiew (KAZ)    | 108.                      |
| 24                        | Harold Martín López (ECU) | 14.                       |
| 25                        | Michael Mørkøv (DEN)      | 127.                      |
| 26                        | Gleb Syrica               | 122.                      |
| 27                        | Harold Tejada (COL)       | 24.                       |

| Bahrain Victorious TBV | Bahrain Victorious TBV      | Bahrain Victorious TBV |
| ---------------------- | --------------------------- | ---------------------- |
| Nr                     | Kolarz                      | Miejsce                |
| 31                     | Pello Bilbao (ESP)          | 3.                     |
| 32                     | Nikias Arndt (GER)          | 38.                    |
| 33                     | Phil Bauhaus (GER)          | 111.                   |
| 34                     | Rainer Kepplinger (AUT)     | DNS-5                  |
| 35                     | Johan Price-Pejtersen (DEN) | 117.                   |
| 36                     | Cameron Scott (AUS)         | 99.                    |
| 37                     | Torstein Træen (NOR)        | 29.                    |

| Bora-Hansgrohe BOH | Bora-Hansgrohe BOH             | Bora-Hansgrohe BOH |
| ------------------ | ------------------------------ | ------------------ |
| Nr                 | Kolarz                         | Miejsce            |
| 41                 | Sam Welsford (AUS)             | 82.                |
| 42                 | Emanuel Buchmann (GER) (szosa) | 27.                |
| 43                 | Patrick Gamper (AUT) (ITT)     | 63.                |
| 44                 | Filip Maciejuk (POL)           | 47.                |
| 45                 | Ryan Mullen (IRL) (ITT)        | 85.                |
| 46                 | Danny van Poppel (NED)         | 84.                |
| 47                 | Ben Zwiehoff (GER)             | 17.                |

| Cofidis COF | Cofidis COF                 | Cofidis COF |
| ----------- | --------------------------- | ----------- |
| Nr          | Kolarz                      | Miejsce     |
| 51          | Kenny Elissonde (FRA)       | DNF-7       |
| 52          | Stanisław Aniołkowski (POL) | 87.         |
| 53          | Rubén Fernández (ESP)       | 30.         |
| 54          | Eddy Finé (FRA)             | 71.         |
| 55          | Milan Fretin (BEL)          | 109.        |
| 56          | Christophe Noppe (BEL)      | 112.        |
| 57          | Hugo Toumire (FRA)          | 39.         |

| Team Corratec-Vini Fantini COR | Team Corratec-Vini Fantini COR | Team Corratec-Vini Fantini COR |
| ------------------------------ | ------------------------------ | ------------------------------ |
| Nr                             | Kolarz                         | Miejsce                        |
| 61                             | Jakub Mareczko (ITA)           | DNF-7                          |
| 62                             | Alessandro Monaco (ITA)        | 68.                            |
| 63                             | Marco Murgano (ITA)            | 76.                            |
| 64                             | Andrij Ponomar (UKR)           | 42.                            |
| 65                             | Mark Stewart (GBR)             | 86.                            |
| 66                             | Attilio Viviani (ITA)          | 80.                            |
| 67                             | Samuele Zambelli (ITA)         | 129.                           |

| Decathlon-AG2R La Mondiale DAT | Decathlon-AG2R La Mondiale DAT | Decathlon-AG2R La Mondiale DAT |
| ------------------------------ | ------------------------------ | ------------------------------ |
| Nr                             | Kolarz                         | Miejsce                        |
| 71                             | Sam Bennett (IRL)              | 125.                           |
| 72                             | Bruno Armirail (FRA)           | 37.                            |
| 73                             | Ben O’Connor (AUS)             | 2.                             |
| 74                             | Valentin Paret-Peintre (FRA)   | 36.                            |
| 75                             | Gianluca Pollefliet (BEL)      | 98.                            |
| 76                             | Nicolas Prodhomme (FRA)        | 32.                            |
| 77                             | Valentin Retailleau (FRA)      | 60.                            |

| EF Education-EasyPost EFE | EF Education-EasyPost EFE          | EF Education-EasyPost EFE |
| ------------------------- | ---------------------------------- | ------------------------- |
| Nr                        | Kolarz                             | Miejsce                   |
| 81                        | Simon Carr (GBR)                   | 20.                       |
| 82                        | Stefan de Bod (RSA)                | DNF-1                     |
| 83                        | Markel Beloki (ESP)                | 72.                       |
| 84                        | Sean Quinn (USA)                   | 40.                       |
| 85                        | Jack Rootkin-Gray (GBR)            | 106.                      |
| 86                        | Georg Steinhauser (GER)            | DNS-2                     |
| 87                        | Jardi Christiaan van der Lee (NED) | 41.                       |

| Ineos Grenadiers IGD | Ineos Grenadiers IGD  | Ineos Grenadiers IGD |
| -------------------- | --------------------- | -------------------- |
| Nr                   | Kolarz                | Miejsce              |
| 91                   | Elia Viviani (ITA)    | 110.                 |
| 92                   | Andrew August (USA)   | 55.                  |
| 93                   | Tobias Foss (NOR)     | 11.                  |
| 94                   | Michael Leonard (CAN) | 100.                 |
| 95                   | Brandon Rivera (COL)  | 8.                   |
| 96                   | Óscar Rodríguez (ESP) | 31.                  |
| 97                   | Ben Swift (GBR)       | 56.                  |

| Intermarché-Wanty IWA | Intermarché-Wanty IWA   | Intermarché-Wanty IWA |
| --------------------- | ----------------------- | --------------------- |
| Nr                    | Kolarz                  | Miejsce               |
| 101                   | Louis Meintjes (RSA)    | 33.                   |
| 102                   | Kevin Colleoni (ITA)    | 35.                   |
| 103                   | Alexy Faure Prost (FRA) | 51.                   |
| 104                   | Arne Marit (BEL)        | 115.                  |
| 105                   | Tom Paquot (BEL)        | 48.                   |
| 106                   | Gijs Van Hoecke (BEL)   | 94.                   |
| 107                   | Boy van Poppel (NED)    | 114.                  |

| Israel-Premier Tech IPT | Israel-Premier Tech IPT   | Israel-Premier Tech IPT |
| ----------------------- | ------------------------- | ----------------------- |
| Nr                      | Kolarz                    | Miejsce                 |
| 111                     | Pascal Ackermann (GER)    | 120.                    |
| 112                     | George Bennett (NZL)      | 25.                     |
| 113                     | Oded Kogut (ISR) (ITT)    | 101.                    |
| 114                     | Matthew Riccitello (USA)  | 12.                     |
| 115                     | Mads Würtz Schmidt (DEN)  | 61.                     |
| 116                     | Michael Schwarzmann (GER) | 113.                    |
| 117                     | Rick Zabel (GER)          | 96.                     |

| Lidl-Trek LTK | Lidl-Trek LTK            | Lidl-Trek LTK |
| ------------- | ------------------------ | ------------- |
| Nr            | Kolarz                   | Miejsce       |
| 121           | Juan Pedro López (ESP)   | 16.           |
| 122           | Dario Cataldo (ITA)      | 70.           |
| 123           | Simone Consonni (ITA)    | 67.           |
| 124           | Patrick Konrad (AUT)     | 19.           |
| 125           | Jacopo Mosca (ITA)       | 34.           |
| 126           | Natnael Tesfatsion (ERI) | 21.           |
| 127           | Carlos Verona (ESP)      | 9.            |

| Lotto Dstny LTD | Lotto Dstny LTD           | Lotto Dstny LTD |
| --------------- | ------------------------- | --------------- |
| Nr              | Kolarz                    | Miejsce         |
| 131             | Thomas De Gendt (BEL)     | DNF-7           |
| 132             | Johannes Adamietz (GER)   | 44.             |
| 133             | Jacopo Guarnieri (ITA)    | 89.             |
| 134             | Jarne Van De Paar (BEL)   | 91.             |
| 135             | Lennert Van Eetvelt (BEL) | 1.              |
| 136             | Henri Vandenabeele (BEL)  | 79.             |
| 137             | Harm Vanhoucke (BEL)      | 46.             |

| Movistar Team MOV | Movistar Team MOV        | Movistar Team MOV |
| ----------------- | ------------------------ | ----------------- |
| Nr                | Kolarz                   | Miejsce           |
| 141               | Einer Rubio (COL)        | 13.               |
| 142               | Rémi Cavagna (FRA) (ITT) | 59.               |
| 143               | Davide Cimolai (ITA)     | 121.              |
| 144               | Fernando Gaviria (COL)   | DNS-7             |
| 145               | Lorenzo Milesi (ITA)     | 45.               |
| 146               | Iván Romeo (ESP)         | 26.               |
| 147               | Pelayo Sánchez (ESP)     | 65.               |

| Soudal Quick-Step SOQ | Soudal Quick-Step SOQ    | Soudal Quick-Step SOQ |
| --------------------- | ------------------------ | --------------------- |
| Nr                    | Kolarz                   | Miejsce               |
| 151                   | Tim Merlier (BEL)        | 102.                  |
| 152                   | Ayco Bastiaens (BEL)     | 93.                   |
| 153                   | Jan Hirt (CZE)           | 28.                   |
| 154                   | Bert Van Lerberghe (BEL) | 103.                  |
| 155                   | Ilan Van Wilder (BEL)    | 4.                    |
| 156                   | Mauri Vansevenant (BEL)  | 18.                   |
| 157                   | Jordi Warlop (BEL)       | 104.                  |

| Team dsm-firmenich PostNL DFP | Team dsm-firmenich PostNL DFP | Team dsm-firmenich PostNL DFP |
| ----------------------------- | ----------------------------- | ----------------------------- |
| Nr                            | Kolarz                        | Miejsce                       |
| 161                           | Fabio Jakobsen (NED)          | 128.                          |
| 162                           | Tobias Lund Andresen (DEN)    | 77.                           |
| 163                           | Alexander Edmondson (AUS)     | 92.                           |
| 164                           | Enzo Leijnse (NED)            | 81.                           |
| 165                           | Max Poole (GBR)               | 7.                            |
| 166                           | Timo Roosen (NED)             | 73.                           |
| 167                           | Julius van den Berg (NED)     | 126.                          |

| Team Jayco AlUla JAY | Team Jayco AlUla JAY    | Team Jayco AlUla JAY |
| -------------------- | ----------------------- | -------------------- |
| Nr                   | Kolarz                  | Miejsce              |
| 171                  | Dylan Groenewegen (NED) | 107.                 |
| 172                  | Edward Dunbar (IRL)     | DNS-2                |
| 173                  | Jan Maas (NED)          | 49.                  |
| 174                  | Luka Mezgec (SLO)       | 78.                  |
| 175                  | Kelland O’Brien (AUS)   | 64.                  |
| 176                  | Jesús David Peña (COL)  | 23.                  |
| 177                  | Elmar Reinders (NED)    | 83.                  |

| Team Visma \| Lease a Bike TVL | Team Visma \| Lease a Bike TVL    | Team Visma \| Lease a Bike TVL |
| ------------------------------ | --------------------------------- | ------------------------------ |
| Nr                             | Kolarz                            | Miejsce                        |
| 181                            | Olav Kooij (NED)                  | 74.                            |
| 182                            | Bart Lemmen (NED)                 | 10.                            |
| 183                            | Attila Valter (HUN) (szosa i ITT) | 5.                             |
| 184                            | Loe van Belle (NED)               | 53.                            |
| 185                            | Tosh Van der Sande (BEL)          | 66.                            |
| 186                            | Mick van Dijke (NED)              | 54.                            |
| 187                            | Tim van Dijke (NED)               | 62.                            |

| Tudor Pro Cycling Team TUD | Tudor Pro Cycling Team TUD     | Tudor Pro Cycling Team TUD |
| -------------------------- | ------------------------------ | -------------------------- |
| Nr                         | Kolarz                         | Miejsce                    |
| 191                        | Arvid de Kleijn (NED)          | 116.                       |
| 192                        | Nils Brun (SUI)                | 58.                        |
| 193                        | Sebastian Kolze Changizi (DEN) | 95.                        |
| 194                        | Rick Pluimers (NED)            | 88.                        |
| 195                        | Michael Storer (AUS)           | 6.                         |
| 196                        | Florian Stork (GER)            | 75.                        |
| 197                        | Maikel Zijlaard (NED)          | 119.                       |

Legenda: DNF – nie ukończył etapu, OTL – przekroczył limit czasu, DNS – nie wystartował do etapu, DSQ – zdyskwalifikowany. Numer przy skrócie oznacza etap, na którym kolarz opuścił wyścig.

## Wyniki etapów

### Etap 1
| Madinat Zayed - Liwa Oasis | płaski | (141 km) |

| \| Klasyfikacja etapu \| Klasyfikacja etapu \| Klasyfikacja etapu \| Klasyfikacja etapu \| Klasyfikacja etapu \| \| Kolarz \| Kolarz \| Państwo \| Drużyna \| Czas \| \| ------------------ \| --------------------- \| ------------------ \| -------------------------- \| ------------------ \| \| 1. \| Tim Merlier \| Belgia \| Soudal Quick-Step \| 3h 09' 55" \| \| 2. \| Arvid de Kleijn \| Holandia \| Tudor Pro Cycling Team \| + 0" \| \| 3. \| Jakub Mareczko \| Włochy \| Team Corratec-Vini Fantini \| + 0" \| \| 4. \| Fabio Jakobsen \| Holandia \| Team dsm-firmenich PostNL \| + 0" \| \| 5. \| Sam Welsford \| Australia \| Bora-Hansgrohe \| + 0" \| \| 6. \| Fernando Gaviria \| Kolumbia \| Movistar Team \| + 0" \| \| 7. \| Juan Sebastián Molano \| Kolumbia \| UAE Team Emirates \| + 0" \| \| 8. \| Simone Consonni \| Włochy \| Lidl-Trek \| + 0" \| \| 9. \| Phil Bauhaus \| Niemcy \| Bahrain Victorious \| + 0" \| \| 10. \| Jarne Van De Paar \| Belgia \| Lotto Dstny \| + 0" \| |                       |           |                            |            |
| |                       |           |                            |            |
| Źródło: ProCyclingStats |                       |           |                            |            |
| Klasyfikacja etapu |                       |           |                            |            |
| Kolarz | Kolarz                | Państwo   | Drużyna                    | Czas       |
| 1. | Tim Merlier           | Belgia    | Soudal Quick-Step          | 3h 09' 55" |
| 2. | Arvid de Kleijn       | Holandia  | Tudor Pro Cycling Team     | + 0"       |
| 3. | Jakub Mareczko        | Włochy    | Team Corratec-Vini Fantini | + 0"       |
| 4. | Fabio Jakobsen        | Holandia  | Team dsm-firmenich PostNL  | + 0"       |
| 5. | Sam Welsford          | Australia | Bora-Hansgrohe             | + 0"       |
| 6. | Fernando Gaviria      | Kolumbia  | Movistar Team              | + 0"       |
| 7. | Juan Sebastián Molano | Kolumbia  | UAE Team Emirates          | + 0"       |
| 8. | Simone Consonni       | Włochy    | Lidl-Trek                  | + 0"       |
| 9. | Phil Bauhaus          | Niemcy    | Bahrain Victorious         | + 0"       |
| 10. | Jarne Van De Paar     | Belgia    | Lotto Dstny                | + 0"       |

| \| Klasyfikacja generalna \| Klasyfikacja generalna \| Klasyfikacja generalna \| Klasyfikacja generalna \| Klasyfikacja generalna \| \| Kolarz \| Kolarz \| Państwo \| Drużyna \| Czas \| \| ---------------------- \| ---------------------- \| ---------------------- \| -------------------------- \| ---------------------- \| \| 1. \| Tim Merlier \| Belgia \| Soudal Quick-Step \| 3h 09' 45" \| \| 2. \| Arvid de Kleijn \| Holandia \| Tudor Pro Cycling Team \| + 4" \| \| 3. \| Mark Stewart \| Wielka Brytania \| Team Corratec-Vini Fantini \| + 4" \| \| 4. \| Jakub Mareczko \| Włochy \| Team Corratec-Vini Fantini \| + 6" \| \| 5. \| Marco Murgano \| Włochy \| Team Corratec-Vini Fantini \| + 6" \| \| 6. \| Pello Bilbao \| Hiszpania \| Bahrain Victorious \| + 9" \| \| 7. \| Loe van Belle \| Holandia \| Team Visma \\| Lease a Bike \| + 9" \| \| 8. \| Fabio Jakobsen \| Holandia \| Team dsm-firmenich PostNL \| + 10" \| \| 9. \| Sam Welsford \| Australia \| Bora-Hansgrohe \| + 10" \| \| 10. \| Fernando Gaviria \| Kolumbia \| Movistar Team \| + 10" \| |                  |                 |                            |            |
| |                  |                 |                            |            |
| Źródło: ProCyclingStats |                  |                 |                            |            |
| Klasyfikacja generalna |                  |                 |                            |            |
| Kolarz | Kolarz           | Państwo         | Drużyna                    | Czas       |
| 1. | Tim Merlier      | Belgia          | Soudal Quick-Step          | 3h 09' 45" |
| 2. | Arvid de Kleijn  | Holandia        | Tudor Pro Cycling Team     | + 4"       |
| 3. | Mark Stewart     | Wielka Brytania | Team Corratec-Vini Fantini | + 4"       |
| 4. | Jakub Mareczko   | Włochy          | Team Corratec-Vini Fantini | + 6"       |
| 5. | Marco Murgano    | Włochy          | Team Corratec-Vini Fantini | + 6"       |
| 6. | Pello Bilbao     | Hiszpania       | Bahrain Victorious         | + 9"       |
| 7. | Loe van Belle    | Holandia        | Team Visma \| Lease a Bike | + 9"       |
| 8. | Fabio Jakobsen   | Holandia        | Team dsm-firmenich PostNL  | + 10"      |
| 9. | Sam Welsford     | Australia       | Bora-Hansgrohe             | + 10"      |
| 10. | Fernando Gaviria | Kolumbia        | Movistar Team              | + 10"      |

### Etap 2
| Al Ḩudayriyāt - Al Ḩudayriyāt | jazda indywidualna na czas | (12,1 km) |

| \| Klasyfikacja etapu \| Klasyfikacja etapu \| Klasyfikacja etapu \| Klasyfikacja etapu \| Klasyfikacja etapu \| \| Kolarz \| Kolarz \| Państwo \| Drużyna \| Czas \| \| ------------------ \| --------------------- \| ------------------ \| -------------------------- \| ------------------ \| \| 1. \| Brandon McNulty \| Stany Zjednoczone \| UAE Team Emirates \| 13' 27" \| \| 2. \| Jay Vine \| Australia \| UAE Team Emirates \| + 2" \| \| 3. \| Mikkel Bjerg \| Dania \| UAE Team Emirates \| + 4" \| \| 4. \| Tobias Foss \| Norwegia \| Ineos Grenadiers \| + 14" \| \| 5. \| Rainer Kepplinger \| Austria \| Bahrain Victorious \| + 16" \| \| 6. \| Ilan Van Wilder \| Belgia \| Soudal Quick-Step \| + 17" \| \| 7. \| Johan Price-Pejtersen \| Dania \| Bahrain Victorious \| + 19" \| \| 8. \| Pello Bilbao \| Hiszpania \| Bahrain Victorious \| + 19" \| \| 9. \| Bruno Armirail \| Francja \| Decathlon-AG2R La Mondiale \| + 20" \| \| 10. \| Iván Romeo \| Hiszpania \| Movistar Team \| + 21" \| |                       |                   |                            |         |
| |                       |                   |                            |         |
| Źródło: ProCyclingStats |                       |                   |                            |         |
| Klasyfikacja etapu |                       |                   |                            |         |
| Kolarz | Kolarz                | Państwo           | Drużyna                    | Czas    |
| 1. | Brandon McNulty       | Stany Zjednoczone | UAE Team Emirates          | 13' 27" |
| 2. | Jay Vine              | Australia         | UAE Team Emirates          | + 2"    |
| 3. | Mikkel Bjerg          | Dania             | UAE Team Emirates          | + 4"    |
| 4. | Tobias Foss           | Norwegia          | Ineos Grenadiers           | + 14"   |
| 5. | Rainer Kepplinger     | Austria           | Bahrain Victorious         | + 16"   |
| 6. | Ilan Van Wilder       | Belgia            | Soudal Quick-Step          | + 17"   |
| 7. | Johan Price-Pejtersen | Dania             | Bahrain Victorious         | + 19"   |
| 8. | Pello Bilbao          | Hiszpania         | Bahrain Victorious         | + 19"   |
| 9. | Bruno Armirail        | Francja           | Decathlon-AG2R La Mondiale | + 20"   |
| 10. | Iván Romeo            | Hiszpania         | Movistar Team              | + 21"   |

| \| Klasyfikacja generalna \| Klasyfikacja generalna \| Klasyfikacja generalna \| Klasyfikacja generalna \| Klasyfikacja generalna \| \| Kolarz \| Kolarz \| Państwo \| Drużyna \| Czas \| \| ---------------------- \| ---------------------- \| ---------------------- \| -------------------------- \| ---------------------- \| \| 1. \| Brandon McNulty \| Stany Zjednoczone \| UAE Team Emirates \| 3h 23' 22" \| \| 2. \| Jay Vine \| Australia \| UAE Team Emirates \| + 2" \| \| 3. \| Mikkel Bjerg \| Dania \| UAE Team Emirates \| + 4" \| \| 4. \| Tobias Foss \| Norwegia \| Ineos Grenadiers \| + 14" \| \| 5. \| Rainer Kepplinger \| Austria \| Bahrain Victorious \| + 16" \| \| 6. \| Ilan Van Wilder \| Belgia \| Soudal Quick-Step \| + 17" \| \| 7. \| Pello Bilbao \| Hiszpania \| Bahrain Victorious \| + 18" \| \| 8. \| Johan Price-Pejtersen \| Dania \| Bahrain Victorious \| + 19" \| \| 9. \| Bruno Armirail \| Francja \| Decathlon-AG2R La Mondiale \| + 20" \| \| 10. \| Iván Romeo \| Hiszpania \| Movistar Team \| + 21" \| |                       |                   |                            |            |
| |                       |                   |                            |            |
| Źródło: ProCyclingStats |                       |                   |                            |            |
| Klasyfikacja generalna |                       |                   |                            |            |
| Kolarz | Kolarz                | Państwo           | Drużyna                    | Czas       |
| 1. | Brandon McNulty       | Stany Zjednoczone | UAE Team Emirates          | 3h 23' 22" |
| 2. | Jay Vine              | Australia         | UAE Team Emirates          | + 2"       |
| 3. | Mikkel Bjerg          | Dania             | UAE Team Emirates          | + 4"       |
| 4. | Tobias Foss           | Norwegia          | Ineos Grenadiers           | + 14"      |
| 5. | Rainer Kepplinger     | Austria           | Bahrain Victorious         | + 16"      |
| 6. | Ilan Van Wilder       | Belgia            | Soudal Quick-Step          | + 17"      |
| 7. | Pello Bilbao          | Hiszpania         | Bahrain Victorious         | + 18"      |
| 8. | Johan Price-Pejtersen | Dania             | Bahrain Victorious         | + 19"      |
| 9. | Bruno Armirail        | Francja           | Decathlon-AG2R La Mondiale | + 20"      |
| 10. | Iván Romeo            | Hiszpania         | Movistar Team              | + 21"      |

### Etap 3
| Al Marjan Island - Dżabal al-Dżajs | górski | (176 km) |

| \| Klasyfikacja etapu \| Klasyfikacja etapu \| Klasyfikacja etapu \| Klasyfikacja etapu \| Klasyfikacja etapu \| \| Kolarz \| Kolarz \| Państwo \| Drużyna \| Czas \| \| ------------------ \| ------------------- \| ------------------ \| -------------------------- \| ------------------ \| \| 1. \| Ben O’Connor \| Australia \| Decathlon-AG2R La Mondiale \| 4h 17' 55" \| \| 2. \| Jay Vine \| Australia \| UAE Team Emirates \| + 5" \| \| 3. \| Lennert Van Eetvelt \| Belgia \| Lotto Dstny \| + 5" \| \| 4. \| Max Poole \| Wielka Brytania \| Team dsm-firmenich PostNL \| + 5" \| \| 5. \| Ilan Van Wilder \| Belgia \| Soudal Quick-Step \| + 5" \| \| 6. \| Attila Valter \| Węgry \| Team Visma \\| Lease a Bike \| + 5" \| \| 7. \| Matthew Riccitello \| Stany Zjednoczone \| Israel-Premier Tech \| + 5" \| \| 8. \| Pello Bilbao \| Hiszpania \| Bahrain Victorious \| + 5" \| \| 9. \| Einer Rubio \| Kolumbia \| Movistar Team \| + 5" \| \| 10. \| Simon Carr \| Wielka Brytania \| EF Education-EasyPost \| + 5" \| |                     |                   |                            |            |
| |                     |                   |                            |            |
| Źródło: ProCyclingStats |                     |                   |                            |            |
| Klasyfikacja etapu |                     |                   |                            |            |
| Kolarz | Kolarz              | Państwo           | Drużyna                    | Czas       |
| 1. | Ben O’Connor        | Australia         | Decathlon-AG2R La Mondiale | 4h 17' 55" |
| 2. | Jay Vine            | Australia         | UAE Team Emirates          | + 5"       |
| 3. | Lennert Van Eetvelt | Belgia            | Lotto Dstny                | + 5"       |
| 4. | Max Poole           | Wielka Brytania   | Team dsm-firmenich PostNL  | + 5"       |
| 5. | Ilan Van Wilder     | Belgia            | Soudal Quick-Step          | + 5"       |
| 6. | Attila Valter       | Węgry             | Team Visma \| Lease a Bike | + 5"       |
| 7. | Matthew Riccitello  | Stany Zjednoczone | Israel-Premier Tech        | + 5"       |
| 8. | Pello Bilbao        | Hiszpania         | Bahrain Victorious         | + 5"       |
| 9. | Einer Rubio         | Kolumbia          | Movistar Team              | + 5"       |
| 10. | Simon Carr          | Wielka Brytania   | EF Education-EasyPost      | + 5"       |

| \| Klasyfikacja generalna \| Klasyfikacja generalna \| Klasyfikacja generalna \| Klasyfikacja generalna \| Klasyfikacja generalna \| \| Kolarz \| Kolarz \| Państwo \| Drużyna \| Czas \| \| ---------------------- \| ---------------------- \| ---------------------- \| -------------------------- \| ---------------------- \| \| 1. \| Jay Vine \| Australia \| UAE Team Emirates \| 7h 39' 44" \| \| 2. \| Ben O’Connor \| Australia \| Decathlon-AG2R La Mondiale \| + 11" \| \| 3. \| Brandon McNulty \| Stany Zjednoczone \| UAE Team Emirates \| + 13" \| \| 4. \| Ilan Van Wilder \| Belgia \| Soudal Quick-Step \| + 21" \| \| 5. \| Pello Bilbao \| Hiszpania \| Bahrain Victorious \| + 22" \| \| 6. \| Max Poole \| Wielka Brytania \| Team dsm-firmenich PostNL \| + 31" \| \| 7. \| Tobias Foss \| Norwegia \| Ineos Grenadiers \| + 33" \| \| 8. \| Simon Carr \| Wielka Brytania \| EF Education-EasyPost \| + 36" \| \| 9. \| Mikkel Bjerg \| Dania \| UAE Team Emirates \| + 37" \| \| 10. \| Attila Valter \| Węgry \| Team Visma \\| Lease a Bike \| + 39" \| |                 |                   |                            |            |
| |                 |                   |                            |            |
| Źródło: ProCyclingStats |                 |                   |                            |            |
| Klasyfikacja generalna |                 |                   |                            |            |
| Kolarz | Kolarz          | Państwo           | Drużyna                    | Czas       |
| 1. | Jay Vine        | Australia         | UAE Team Emirates          | 7h 39' 44" |
| 2. | Ben O’Connor    | Australia         | Decathlon-AG2R La Mondiale | + 11"      |
| 3. | Brandon McNulty | Stany Zjednoczone | UAE Team Emirates          | + 13"      |
| 4. | Ilan Van Wilder | Belgia            | Soudal Quick-Step          | + 21"      |
| 5. | Pello Bilbao    | Hiszpania         | Bahrain Victorious         | + 22"      |
| 6. | Max Poole       | Wielka Brytania   | Team dsm-firmenich PostNL  | + 31"      |
| 7. | Tobias Foss     | Norwegia          | Ineos Grenadiers           | + 33"      |
| 8. | Simon Carr      | Wielka Brytania   | EF Education-EasyPost      | + 36"      |
| 9. | Mikkel Bjerg    | Dania             | UAE Team Emirates          | + 37"      |
| 10. | Attila Valter   | Węgry             | Team Visma \| Lease a Bike | + 39"      |

### Etap 4
| Dubaj - Port Rashid | płaski | (168 km) |

| \| Klasyfikacja etapu \| Klasyfikacja etapu \| Klasyfikacja etapu \| Klasyfikacja etapu \| Klasyfikacja etapu \| \| Kolarz \| Kolarz \| Państwo \| Drużyna \| Czas \| \| ------------------ \| --------------------- \| ------------------ \| -------------------------- \| ------------------ \| \| 1. \| Tim Merlier \| Belgia \| Soudal Quick-Step \| 4h 01' 47" \| \| 2. \| Arvid de Kleijn \| Holandia \| Tudor Pro Cycling Team \| + 0" \| \| 3. \| Olav Kooij \| Holandia \| Team Visma \\| Lease a Bike \| + 0" \| \| 4. \| Stanisław Aniołkowski \| Polska \| Cofidis \| + 0" \| \| 5. \| Jakub Mareczko \| Włochy \| Team Corratec-Vini Fantini \| + 0" \| \| 6. \| Fabio Jakobsen \| Holandia \| Team dsm-firmenich PostNL \| + 0" \| \| 7. \| Jarne Van De Paar \| Belgia \| Lotto Dstny \| + 0" \| \| 8. \| Phil Bauhaus \| Niemcy \| Bahrain Victorious \| + 0" \| \| 9. \| Fernando Gaviria \| Kolumbia \| Movistar Team \| + 0" \| \| 10. \| Oded Kogut \| Izrael \| Israel-Premier Tech \| + 0" \| |                       |          |                            |            |
| |                       |          |                            |            |
| Źródło: ProCyclingStats |                       |          |                            |            |
| Klasyfikacja etapu |                       |          |                            |            |
| Kolarz | Kolarz                | Państwo  | Drużyna                    | Czas       |
| 1. | Tim Merlier           | Belgia   | Soudal Quick-Step          | 4h 01' 47" |
| 2. | Arvid de Kleijn       | Holandia | Tudor Pro Cycling Team     | + 0"       |
| 3. | Olav Kooij            | Holandia | Team Visma \| Lease a Bike | + 0"       |
| 4. | Stanisław Aniołkowski | Polska   | Cofidis                    | + 0"       |
| 5. | Jakub Mareczko        | Włochy   | Team Corratec-Vini Fantini | + 0"       |
| 6. | Fabio Jakobsen        | Holandia | Team dsm-firmenich PostNL  | + 0"       |
| 7. | Jarne Van De Paar     | Belgia   | Lotto Dstny                | + 0"       |
| 8. | Phil Bauhaus          | Niemcy   | Bahrain Victorious         | + 0"       |
| 9. | Fernando Gaviria      | Kolumbia | Movistar Team              | + 0"       |
| 10. | Oded Kogut            | Izrael   | Israel-Premier Tech        | + 0"       |

| \| Klasyfikacja generalna \| Klasyfikacja generalna \| Klasyfikacja generalna \| Klasyfikacja generalna \| Klasyfikacja generalna \| \| Kolarz \| Kolarz \| Państwo \| Drużyna \| Czas \| \| ---------------------- \| ---------------------- \| ---------------------- \| -------------------------- \| ---------------------- \| \| 1. \| Jay Vine \| Australia \| UAE Team Emirates \| 11h 41' 31" \| \| 2. \| Ben O’Connor \| Australia \| Decathlon-AG2R La Mondiale \| + 11" \| \| 3. \| Brandon McNulty \| Stany Zjednoczone \| UAE Team Emirates \| + 13" \| \| 4. \| Ilan Van Wilder \| Belgia \| Soudal Quick-Step \| + 21" \| \| 5. \| Pello Bilbao \| Hiszpania \| Bahrain Victorious \| + 22" \| \| 6. \| Max Poole \| Wielka Brytania \| Team dsm-firmenich PostNL \| + 31" \| \| 7. \| Tobias Foss \| Norwegia \| Ineos Grenadiers \| + 33" \| \| 8. \| Simon Carr \| Wielka Brytania \| EF Education-EasyPost \| + 36" \| \| 9. \| Mikkel Bjerg \| Dania \| UAE Team Emirates \| + 37" \| \| 10. \| Attila Valter \| Węgry \| Team Visma \\| Lease a Bike \| + 39" \| |                 |                   |                            |             |
| |                 |                   |                            |             |
| Źródło: ProCyclingStats |                 |                   |                            |             |
| Klasyfikacja generalna |                 |                   |                            |             |
| Kolarz | Kolarz          | Państwo           | Drużyna                    | Czas        |
| 1. | Jay Vine        | Australia         | UAE Team Emirates          | 11h 41' 31" |
| 2. | Ben O’Connor    | Australia         | Decathlon-AG2R La Mondiale | + 11"       |
| 3. | Brandon McNulty | Stany Zjednoczone | UAE Team Emirates          | + 13"       |
| 4. | Ilan Van Wilder | Belgia            | Soudal Quick-Step          | + 21"       |
| 5. | Pello Bilbao    | Hiszpania         | Bahrain Victorious         | + 22"       |
| 6. | Max Poole       | Wielka Brytania   | Team dsm-firmenich PostNL  | + 31"       |
| 7. | Tobias Foss     | Norwegia          | Ineos Grenadiers           | + 33"       |
| 8. | Simon Carr      | Wielka Brytania   | EF Education-EasyPost      | + 36"       |
| 9. | Mikkel Bjerg    | Dania             | UAE Team Emirates          | + 37"       |
| 10. | Attila Valter   | Węgry             | Team Visma \| Lease a Bike | + 39"       |

### Etap 5
| Al Aqqah - Umm al-Kajwajn | płaski | (182 km) |

| \| Klasyfikacja etapu \| Klasyfikacja etapu \| Klasyfikacja etapu \| Klasyfikacja etapu \| Klasyfikacja etapu \| \| Kolarz \| Kolarz \| Państwo \| Drużyna \| Czas \| \| ------------------ \| ------------------ \| ------------------ \| -------------------------- \| ------------------ \| \| 1. \| Olav Kooij \| Holandia \| Team Visma \\| Lease a Bike \| 4h 08' 38" \| \| 2. \| Tim Merlier \| Belgia \| Soudal Quick-Step \| + 0" \| \| 3. \| Sam Welsford \| Australia \| Bora-Hansgrohe \| + 0" \| \| 4. \| Simone Consonni \| Włochy \| Lidl-Trek \| + 0" \| \| 5. \| Milan Fretin \| Belgia \| Cofidis \| + 0" \| \| 6. \| Phil Bauhaus \| Niemcy \| Bahrain Victorious \| + 0" \| \| 7. \| Dylan Groenewegen \| Holandia \| Team Jayco AlUla \| + 0" \| \| 8. \| Tim van Dijke \| Holandia \| Team Visma \\| Lease a Bike \| + 0" \| \| 9. \| Kaden Groves \| Australia \| Alpecin-Deceuninck \| + 0" \| \| 10. \| Fabio Jakobsen \| Holandia \| Team dsm-firmenich PostNL \| + 0" \| |                   |           |                            |            |
| |                   |           |                            |            |
| Źródło: ProCyclingStats |                   |           |                            |            |
| Klasyfikacja etapu |                   |           |                            |            |
| Kolarz | Kolarz            | Państwo   | Drużyna                    | Czas       |
| 1. | Olav Kooij        | Holandia  | Team Visma \| Lease a Bike | 4h 08' 38" |
| 2. | Tim Merlier       | Belgia    | Soudal Quick-Step          | + 0"       |
| 3. | Sam Welsford      | Australia | Bora-Hansgrohe             | + 0"       |
| 4. | Simone Consonni   | Włochy    | Lidl-Trek                  | + 0"       |
| 5. | Milan Fretin      | Belgia    | Cofidis                    | + 0"       |
| 6. | Phil Bauhaus      | Niemcy    | Bahrain Victorious         | + 0"       |
| 7. | Dylan Groenewegen | Holandia  | Team Jayco AlUla           | + 0"       |
| 8. | Tim van Dijke     | Holandia  | Team Visma \| Lease a Bike | + 0"       |
| 9. | Kaden Groves      | Australia | Alpecin-Deceuninck         | + 0"       |
| 10. | Fabio Jakobsen    | Holandia  | Team dsm-firmenich PostNL  | + 0"       |

| \| Klasyfikacja generalna \| Klasyfikacja generalna \| Klasyfikacja generalna \| Klasyfikacja generalna \| Klasyfikacja generalna \| \| Kolarz \| Kolarz \| Państwo \| Drużyna \| Czas \| \| ---------------------- \| ---------------------- \| ---------------------- \| -------------------------- \| ---------------------- \| \| 1. \| Jay Vine \| Australia \| UAE Team Emirates \| 15h 50' 09" \| \| 2. \| Ben O’Connor \| Australia \| Decathlon-AG2R La Mondiale \| + 11" \| \| 3. \| Brandon McNulty \| Stany Zjednoczone \| UAE Team Emirates \| + 13" \| \| 4. \| Ilan Van Wilder \| Belgia \| Soudal Quick-Step \| + 21" \| \| 5. \| Pello Bilbao \| Hiszpania \| Bahrain Victorious \| + 22" \| \| 6. \| Max Poole \| Wielka Brytania \| Team dsm-firmenich PostNL \| + 31" \| \| 7. \| Tobias Foss \| Norwegia \| Ineos Grenadiers \| + 33" \| \| 8. \| Simon Carr \| Wielka Brytania \| EF Education-EasyPost \| + 36" \| \| 9. \| Lennert Van Eetvelt \| Belgia \| Lotto Dstny \| + 37" \| \| 10. \| Mikkel Bjerg \| Dania \| UAE Team Emirates \| + 37" \| |                     |                   |                            |             |
| |                     |                   |                            |             |
| Źródło: ProCyclingStats |                     |                   |                            |             |
| Klasyfikacja generalna |                     |                   |                            |             |
| Kolarz | Kolarz              | Państwo           | Drużyna                    | Czas        |
| 1. | Jay Vine            | Australia         | UAE Team Emirates          | 15h 50' 09" |
| 2. | Ben O’Connor        | Australia         | Decathlon-AG2R La Mondiale | + 11"       |
| 3. | Brandon McNulty     | Stany Zjednoczone | UAE Team Emirates          | + 13"       |
| 4. | Ilan Van Wilder     | Belgia            | Soudal Quick-Step          | + 21"       |
| 5. | Pello Bilbao        | Hiszpania         | Bahrain Victorious         | + 22"       |
| 6. | Max Poole           | Wielka Brytania   | Team dsm-firmenich PostNL  | + 31"       |
| 7. | Tobias Foss         | Norwegia          | Ineos Grenadiers           | + 33"       |
| 8. | Simon Carr          | Wielka Brytania   | EF Education-EasyPost      | + 36"       |
| 9. | Lennert Van Eetvelt | Belgia            | Lotto Dstny                | + 37"       |
| 10. | Mikkel Bjerg        | Dania             | UAE Team Emirates          | + 37"       |

### Etap 6
| Luwr Abu Zabi - Abu Dhabi Breakwater | płaski | (138 km) |

| \| Klasyfikacja etapu \| Klasyfikacja etapu \| Klasyfikacja etapu \| Klasyfikacja etapu \| Klasyfikacja etapu \| \| Kolarz \| Kolarz \| Państwo \| Drużyna \| Czas \| \| ------------------ \| --------------------- \| ------------------ \| ---------------------- \| ------------------ \| \| 1. \| Tim Merlier \| Belgia \| Soudal Quick-Step \| 3h 02' 14" \| \| 2. \| Arvid de Kleijn \| Holandia \| Tudor Pro Cycling Team \| + 0" \| \| 3. \| Phil Bauhaus \| Niemcy \| Bahrain Victorious \| + 0" \| \| 4. \| Milan Fretin \| Belgia \| Cofidis \| + 0" \| \| 5. \| Gleb Syrica \| brak \| Astana Qazaqstan Team \| + 0" \| \| 6. \| Dylan Groenewegen \| Holandia \| Team Jayco AlUla \| + 0" \| \| 7. \| Jarne Van De Paar \| Belgia \| Lotto Dstny \| + 0" \| \| 8. \| Fernando Gaviria \| Kolumbia \| Movistar Team \| + 0" \| \| 9. \| Juan Sebastián Molano \| Kolumbia \| UAE Team Emirates \| + 0" \| \| 10. \| Simone Consonni \| Włochy \| Lidl-Trek \| + 0" \| |                       |          |                        |            |
| |                       |          |                        |            |
| Źródło: ProCyclingStats |                       |          |                        |            |
| Klasyfikacja etapu |                       |          |                        |            |
| Kolarz | Kolarz                | Państwo  | Drużyna                | Czas       |
| 1. | Tim Merlier           | Belgia   | Soudal Quick-Step      | 3h 02' 14" |
| 2. | Arvid de Kleijn       | Holandia | Tudor Pro Cycling Team | + 0"       |
| 3. | Phil Bauhaus          | Niemcy   | Bahrain Victorious     | + 0"       |
| 4. | Milan Fretin          | Belgia   | Cofidis                | + 0"       |
| 5. | Gleb Syrica           | brak     | Astana Qazaqstan Team  | + 0"       |
| 6. | Dylan Groenewegen     | Holandia | Team Jayco AlUla       | + 0"       |
| 7. | Jarne Van De Paar     | Belgia   | Lotto Dstny            | + 0"       |
| 8. | Fernando Gaviria      | Kolumbia | Movistar Team          | + 0"       |
| 9. | Juan Sebastián Molano | Kolumbia | UAE Team Emirates      | + 0"       |
| 10. | Simone Consonni       | Włochy   | Lidl-Trek              | + 0"       |

| \| Klasyfikacja generalna \| Klasyfikacja generalna \| Klasyfikacja generalna \| Klasyfikacja generalna \| Klasyfikacja generalna \| \| Kolarz \| Kolarz \| Państwo \| Drużyna \| Czas \| \| ---------------------- \| ---------------------- \| ---------------------- \| -------------------------- \| ---------------------- \| \| 1. \| Jay Vine \| Australia \| UAE Team Emirates \| 18h 52' 23" \| \| 2. \| Ben O’Connor \| Australia \| Decathlon-AG2R La Mondiale \| + 11" \| \| 3. \| Brandon McNulty \| Stany Zjednoczone \| UAE Team Emirates \| + 13" \| \| 4. \| Ilan Van Wilder \| Belgia \| Soudal Quick-Step \| + 21" \| \| 5. \| Pello Bilbao \| Hiszpania \| Bahrain Victorious \| + 22" \| \| 6. \| Max Poole \| Wielka Brytania \| Team dsm-firmenich PostNL \| + 31" \| \| 7. \| Tobias Foss \| Norwegia \| Ineos Grenadiers \| + 33" \| \| 8. \| Simon Carr \| Wielka Brytania \| EF Education-EasyPost \| + 36" \| \| 9. \| Lennert Van Eetvelt \| Belgia \| Lotto Dstny \| + 37" \| \| 10. \| Mikkel Bjerg \| Dania \| UAE Team Emirates \| + 37" \| |                     |                   |                            |             |
| |                     |                   |                            |             |
| Źródło: ProCyclingStats |                     |                   |                            |             |
| Klasyfikacja generalna |                     |                   |                            |             |
| Kolarz | Kolarz              | Państwo           | Drużyna                    | Czas        |
| 1. | Jay Vine            | Australia         | UAE Team Emirates          | 18h 52' 23" |
| 2. | Ben O’Connor        | Australia         | Decathlon-AG2R La Mondiale | + 11"       |
| 3. | Brandon McNulty     | Stany Zjednoczone | UAE Team Emirates          | + 13"       |
| 4. | Ilan Van Wilder     | Belgia            | Soudal Quick-Step          | + 21"       |
| 5. | Pello Bilbao        | Hiszpania         | Bahrain Victorious         | + 22"       |
| 6. | Max Poole           | Wielka Brytania   | Team dsm-firmenich PostNL  | + 31"       |
| 7. | Tobias Foss         | Norwegia          | Ineos Grenadiers           | + 33"       |
| 8. | Simon Carr          | Wielka Brytania   | EF Education-EasyPost      | + 36"       |
| 9. | Lennert Van Eetvelt | Belgia            | Lotto Dstny                | + 37"       |
| 10. | Mikkel Bjerg        | Dania             | UAE Team Emirates          | + 37"       |

### Etap 7
| Al-Ajn - Jabal Hafit | górzysty | (161 km) |

| \| Klasyfikacja etapu \| Klasyfikacja etapu \| Klasyfikacja etapu \| Klasyfikacja etapu \| Klasyfikacja etapu \| \| Kolarz \| Kolarz \| Państwo \| Drużyna \| Czas \| \| ------------------ \| ------------------- \| ------------------ \| -------------------------- \| ------------------ \| \| 1. \| Lennert Van Eetvelt \| Belgia \| Lotto Dstny \| 3h 38' 28" \| \| 2. \| Pello Bilbao \| Hiszpania \| Bahrain Victorious \| + 22" \| \| 3. \| Ben O’Connor \| Australia \| Decathlon-AG2R La Mondiale \| + 22" \| \| 4. \| Michael Storer \| Australia \| Tudor Pro Cycling Team \| + 22" \| \| 5. \| Attila Valter \| Węgry \| Team Visma \\| Lease a Bike \| + 22" \| \| 6. \| Carlos Verona \| Hiszpania \| Lidl-Trek \| + 22" \| \| 7. \| Ilan Van Wilder \| Belgia \| Soudal Quick-Step \| + 27" \| \| 8. \| Brandon Rivera \| Kolumbia \| Ineos Grenadiers \| + 38" \| \| 9. \| Einer Rubio \| Kolumbia \| Movistar Team \| + 38" \| \| 10. \| Bart Lemmen \| Holandia \| Team Visma \\| Lease a Bike \| + 47" \| |                     |           |                            |            |
| |                     |           |                            |            |
| Źródło: ProCyclingStats |                     |           |                            |            |
| Klasyfikacja etapu |                     |           |                            |            |
| Kolarz | Kolarz              | Państwo   | Drużyna                    | Czas       |
| 1. | Lennert Van Eetvelt | Belgia    | Lotto Dstny                | 3h 38' 28" |
| 2. | Pello Bilbao        | Hiszpania | Bahrain Victorious         | + 22"      |
| 3. | Ben O’Connor        | Australia | Decathlon-AG2R La Mondiale | + 22"      |
| 4. | Michael Storer      | Australia | Tudor Pro Cycling Team     | + 22"      |
| 5. | Attila Valter       | Węgry     | Team Visma \| Lease a Bike | + 22"      |
| 6. | Carlos Verona       | Hiszpania | Lidl-Trek                  | + 22"      |
| 7. | Ilan Van Wilder     | Belgia    | Soudal Quick-Step          | + 27"      |
| 8. | Brandon Rivera      | Kolumbia  | Ineos Grenadiers           | + 38"      |
| 9. | Einer Rubio         | Kolumbia  | Movistar Team              | + 38"      |
| 10. | Bart Lemmen         | Holandia  | Team Visma \| Lease a Bike | + 47"      |

## Klasyfikacje

### Klasyfikacja generalna
| \| Klasyfikacja generalna \| Klasyfikacja generalna \| Klasyfikacja generalna \| Klasyfikacja generalna \| Klasyfikacja generalna \| \| Kolarz \| Kolarz \| Państwo \| Drużyna \| Czas \| \| ---------------------- \| ---------------------- \| ---------------------- \| -------------------------- \| ---------------------- \| \| 1. \| Lennert Van Eetvelt \| Belgia \| Lotto Dstny \| 22h 31' 18" \| \| 2. \| Ben O’Connor \| Australia \| Decathlon-AG2R La Mondiale \| + 2" \| \| 3. \| Pello Bilbao \| Hiszpania \| Bahrain Victorious \| + 11" \| \| 4. \| Ilan Van Wilder \| Belgia \| Soudal Quick-Step \| + 21" \| \| 5. \| Attila Valter \| Węgry \| Team Visma \\| Lease a Bike \| + 34" \| \| 6. \| Michael Storer \| Australia \| Tudor Pro Cycling Team \| + 36" \| \| 7. \| Max Poole \| Wielka Brytania \| Team dsm-firmenich PostNL \| + 55" \| \| 8. \| Brandon Rivera \| Kolumbia \| Ineos Grenadiers \| + 1' 00" \| \| 9. \| Carlos Verona \| Hiszpania \| Lidl-Trek \| + 1' 09" \| \| 10. \| Bart Lemmen \| Holandia \| Team Visma \\| Lease a Bike \| + 1' 13" \| |                     |                 |                            |             |
| |                     |                 |                            |             |
| Źródło: ProCyclingStats |                     |                 |                            |             |
| Klasyfikacja generalna |                     |                 |                            |             |
| Kolarz | Kolarz              | Państwo         | Drużyna                    | Czas        |
| 1. | Lennert Van Eetvelt | Belgia          | Lotto Dstny                | 22h 31' 18" |
| 2. | Ben O’Connor        | Australia       | Decathlon-AG2R La Mondiale | + 2"        |
| 3. | Pello Bilbao        | Hiszpania       | Bahrain Victorious         | + 11"       |
| 4. | Ilan Van Wilder     | Belgia          | Soudal Quick-Step          | + 21"       |
| 5. | Attila Valter       | Węgry           | Team Visma \| Lease a Bike | + 34"       |
| 6. | Michael Storer      | Australia       | Tudor Pro Cycling Team     | + 36"       |
| 7. | Max Poole           | Wielka Brytania | Team dsm-firmenich PostNL  | + 55"       |
| 8. | Brandon Rivera      | Kolumbia        | Ineos Grenadiers           | + 1' 00"    |
| 9. | Carlos Verona       | Hiszpania       | Lidl-Trek                  | + 1' 09"    |
| 10. | Bart Lemmen         | Holandia        | Team Visma \| Lease a Bike | + 1' 13"    |

| Klasyfikacja punktowa | Klasyfikacja punktowa | Klasyfikacja punktowa | Klasyfikacja punktowa      | Klasyfikacja punktowa |
| Kolarz                | Kolarz                | Państwo               | Drużyna                    | Punkty                |
| --------------------- | --------------------- | --------------------- | -------------------------- | --------------------- |
| 1.                    | Tim Merlier           | Belgia                | Soudal Quick-Step          | 76 pkt                |
| 2.                    | Mark Stewart          | Wielka Brytania       | Team Corratec-Vini Fantini | 56 pkt                |
| 3.                    | Lennert Van Eetvelt   | Belgia                | Lotto Dstny                | 48 pkt                |
| 4.                    | Arvid de Kleijn       | Holandia              | Tudor Pro Cycling Team     | 48 pkt                |
| 5.                    | Ben O’Connor          | Australia             | Decathlon-AG2R La Mondiale | 32 pkt                |
| 6.                    | Olav Kooij            | Holandia              | Team Visma \| Lease a Bike | 32 pkt                |
| 7.                    | Jay Vine              | Australia             | UAE Team Emirates          | 32 pkt                |
| 8.                    | Pello Bilbao          | Hiszpania             | Bahrain Victorious         | 25 pkt                |
| 9.                    | Phil Bauhaus          | Niemcy                | Bahrain Victorious         | 22 pkt                |
| 10.                   | Brandon McNulty       | Stany Zjednoczone     | UAE Team Emirates          | 21 pkt                |

| Klasyfikacja punktowa | Klasyfikacja punktowa | Klasyfikacja punktowa | Klasyfikacja punktowa      | Klasyfikacja punktowa |
| Kolarz                | Kolarz                | Państwo               | Drużyna                    | Punkty                |
| --------------------- | --------------------- | --------------------- | -------------------------- | --------------------- |
| 1.                    | Tim Merlier           | Belgia                | Soudal Quick-Step          | 76 pkt                |
| 2.                    | Mark Stewart          | Wielka Brytania       | Team Corratec-Vini Fantini | 56 pkt                |
| 3.                    | Lennert Van Eetvelt   | Belgia                | Lotto Dstny                | 48 pkt                |
| 4.                    | Arvid de Kleijn       | Holandia              | Tudor Pro Cycling Team     | 48 pkt                |
| 5.                    | Ben O’Connor          | Australia             | Decathlon-AG2R La Mondiale | 32 pkt                |
| 6.                    | Olav Kooij            | Holandia              | Team Visma \| Lease a Bike | 32 pkt                |
| 7.                    | Jay Vine              | Australia             | UAE Team Emirates          | 32 pkt                |
| 8.                    | Pello Bilbao          | Hiszpania             | Bahrain Victorious         | 25 pkt                |
| 9.                    | Phil Bauhaus          | Niemcy                | Bahrain Victorious         | 22 pkt                |
| 10.                   | Brandon McNulty       | Stany Zjednoczone     | UAE Team Emirates          | 21 pkt                |

| Klasyfikacja sprinterska | Klasyfikacja sprinterska | Klasyfikacja sprinterska | Klasyfikacja sprinterska   | Klasyfikacja sprinterska |
| Kolarz                   | Kolarz                   | Państwo                  | Drużyna                    | Punkty                   |
| ------------------------ | ------------------------ | ------------------------ | -------------------------- | ------------------------ |
| 1.                       | Mark Stewart             | Wielka Brytania          | Team Corratec-Vini Fantini | 56 pkt                   |
| 2.                       | Marco Murgano            | Włochy                   | Team Corratec-Vini Fantini | 20 pkt                   |
| 3.                       | Jonas Rickaert           | Belgia                   | Alpecin-Deceuninck         | 18 pkt                   |
| 4.                       | Harm Vanhoucke           | Belgia                   | Lotto Dstny                | 18 pkt                   |
| 5.                       | Lennert Van Eetvelt      | Belgia                   | Lotto Dstny                | 16 pkt                   |
| 6.                       | Juan Pedro López         | Hiszpania                | Lidl-Trek                  | 16 pkt                   |
| 7.                       | Silvan Dillier           | Szwajcaria               | Alpecin-Deceuninck         | 11 pkt                   |
| 8.                       | Jacopo Mosca             | Włochy                   | Lidl-Trek                  | 8 pkt                    |
| 9.                       | Juan Sebastián Molano    | Kolumbia                 | UAE Team Emirates          | 8 pkt                    |
| 10.                      | Cameron Scott            | Australia                | Bahrain Victorious         | 6 pkt                    |

| Klasyfikacja sprinterska | Klasyfikacja sprinterska | Klasyfikacja sprinterska | Klasyfikacja sprinterska   | Klasyfikacja sprinterska |
| Kolarz                   | Kolarz                   | Państwo                  | Drużyna                    | Punkty                   |
| ------------------------ | ------------------------ | ------------------------ | -------------------------- | ------------------------ |
| 1.                       | Mark Stewart             | Wielka Brytania          | Team Corratec-Vini Fantini | 56 pkt                   |
| 2.                       | Marco Murgano            | Włochy                   | Team Corratec-Vini Fantini | 20 pkt                   |
| 3.                       | Jonas Rickaert           | Belgia                   | Alpecin-Deceuninck         | 18 pkt                   |
| 4.                       | Harm Vanhoucke           | Belgia                   | Lotto Dstny                | 18 pkt                   |
| 5.                       | Lennert Van Eetvelt      | Belgia                   | Lotto Dstny                | 16 pkt                   |
| 6.                       | Juan Pedro López         | Hiszpania                | Lidl-Trek                  | 16 pkt                   |
| 7.                       | Silvan Dillier           | Szwajcaria               | Alpecin-Deceuninck         | 11 pkt                   |
| 8.                       | Jacopo Mosca             | Włochy                   | Lidl-Trek                  | 8 pkt                    |
| 9.                       | Juan Sebastián Molano    | Kolumbia                 | UAE Team Emirates          | 8 pkt                    |
| 10.                      | Cameron Scott            | Australia                | Bahrain Victorious         | 6 pkt                    |

| Klasyfikacja młodzieżowa | Klasyfikacja młodzieżowa | Klasyfikacja młodzieżowa | Klasyfikacja młodzieżowa  | Klasyfikacja młodzieżowa |
| Kolarz                   | Kolarz                   | Państwo                  | Drużyna                   | Czas                     |
| ------------------------ | ------------------------ | ------------------------ | ------------------------- | ------------------------ |
| 1.                       | Lennert Van Eetvelt      | Belgia                   | Lotto Dstny               | 22h 31' 18"              |
| 2.                       | Ilan Van Wilder          | Belgia                   | Soudal Quick-Step         | + 21"                    |
| 3.                       | Max Poole                | Wielka Brytania          | Team dsm-firmenich PostNL | + 55"                    |
| 4.                       | Matthew Riccitello       | Stany Zjednoczone        | Israel-Premier Tech       | + 1' 27"                 |
| 5.                       | Harold Martín López      | Ekwador                  | Astana Qazaqstan Team     | + 1' 48"                 |
| 6.                       | Mauri Vansevenant        | Belgia                   | Soudal Quick-Step         | + 2' 12"                 |
| 7.                       | Natnael Tesfatsion       | Erytrea                  | Lidl-Trek                 | + 3' 34"                 |
| 8.                       | Jesús David Peña         | Kolumbia                 | Team Jayco AlUla          | + 4' 02"                 |
| 9.                       | Iván Romeo               | Hiszpania                | Movistar Team             | + 4' 34"                 |
| 10.                      | Kevin Colleoni           | Włochy                   | Intermarché-Wanty         | + 10' 23"                |

| Klasyfikacja młodzieżowa | Klasyfikacja młodzieżowa | Klasyfikacja młodzieżowa | Klasyfikacja młodzieżowa  | Klasyfikacja młodzieżowa |
| Kolarz                   | Kolarz                   | Państwo                  | Drużyna                   | Czas                     |
| ------------------------ | ------------------------ | ------------------------ | ------------------------- | ------------------------ |
| 1.                       | Lennert Van Eetvelt      | Belgia                   | Lotto Dstny               | 22h 31' 18"              |
| 2.                       | Ilan Van Wilder          | Belgia                   | Soudal Quick-Step         | + 21"                    |
| 3.                       | Max Poole                | Wielka Brytania          | Team dsm-firmenich PostNL | + 55"                    |
| 4.                       | Matthew Riccitello       | Stany Zjednoczone        | Israel-Premier Tech       | + 1' 27"                 |
| 5.                       | Harold Martín López      | Ekwador                  | Astana Qazaqstan Team     | + 1' 48"                 |
| 6.                       | Mauri Vansevenant        | Belgia                   | Soudal Quick-Step         | + 2' 12"                 |
| 7.                       | Natnael Tesfatsion       | Erytrea                  | Lidl-Trek                 | + 3' 34"                 |
| 8.                       | Jesús David Peña         | Kolumbia                 | Team Jayco AlUla          | + 4' 02"                 |
| 9.                       | Iván Romeo               | Hiszpania                | Movistar Team             | + 4' 34"                 |
| 10.                      | Kevin Colleoni           | Włochy                   | Intermarché-Wanty         | + 10' 23"                |

| Klasyfikacja drużynowa | Klasyfikacja drużynowa     | Klasyfikacja drużynowa       | Klasyfikacja drużynowa |
| Drużyna                | Drużyna                    | Państwo                      | Czas                   |
| ---------------------- | -------------------------- | ---------------------------- | ---------------------- |
| 1.                     | Lidl-Trek                  | Stany Zjednoczone            | 67h 38' 53"            |
| 2.                     | Soudal Quick-Step          | Belgia                       | + 2' 50"               |
| 3.                     | Bahrain Victorious         | Bahrajn                      | + 5' 26"               |
| 4.                     | Ineos Grenadiers           | Wielka Brytania              | + 6' 53"               |
| 5.                     | Movistar Team              | Hiszpania                    | + 7' 40"               |
| 6.                     | Team Visma \| Lease a Bike | Holandia                     | + 11' 43"              |
| 7.                     | Decathlon-AG2R La Mondiale | Francja                      | + 14' 22"              |
| 8.                     | Bora-Hansgrohe             | Niemcy                       | + 14' 51"              |
| 9.                     | Israel-Premier Tech        | Izrael                       | + 20' 00"              |
| 10.                    | UAE Team Emirates          | Zjednoczone Emiraty Arabskie | + 20' 30"              |

| Klasyfikacja drużynowa | Klasyfikacja drużynowa     | Klasyfikacja drużynowa       | Klasyfikacja drużynowa |
| Drużyna                | Drużyna                    | Państwo                      | Czas                   |
| ---------------------- | -------------------------- | ---------------------------- | ---------------------- |
| 1.                     | Lidl-Trek                  | Stany Zjednoczone            | 67h 38' 53"            |
| 2.                     | Soudal Quick-Step          | Belgia                       | + 2' 50"               |
| 3.                     | Bahrain Victorious         | Bahrajn                      | + 5' 26"               |
| 4.                     | Ineos Grenadiers           | Wielka Brytania              | + 6' 53"               |
| 5.                     | Movistar Team              | Hiszpania                    | + 7' 40"               |
| 6.                     | Team Visma \| Lease a Bike | Holandia                     | + 11' 43"              |
| 7.                     | Decathlon-AG2R La Mondiale | Francja                      | + 14' 22"              |
| 8.                     | Bora-Hansgrohe             | Niemcy                       | + 14' 51"              |
| 9.                     | Israel-Premier Tech        | Izrael                       | + 20' 00"              |
| 10.                    | UAE Team Emirates          | Zjednoczone Emiraty Arabskie | + 20' 30"              |

### Liderzy klasyfikacji
| Etap   |                            | Pierwsze miejsce _  | Klasyfikacja generalna | Punktowa        | Sprinterska  | Młodzieżowa         | Drużynowa                 |
| ------ | -------------------------- | ------------------- | ---------------------- | --------------- | ------------ | ------------------- | ------------------------- |
| 1      | płaski                     | Tim Merlier         | Tim Merlier            | Tim Merlier     | Mark Stewart | Loe van Belle       | Team dsm-firmenich PostNL |
| 2      | jazda indywidualna na czas | Brandon McNulty     | Brandon McNulty        | Brandon McNulty | Mark Stewart | Ilan Van Wilder     | UAE Team Emirates         |
| 3      | górski                     | Ben O’Connor        | Jay Vine               | Mark Stewart    | Mark Stewart | Ilan Van Wilder     | UAE Team Emirates         |
| 4      | płaski                     | Tim Merlier         | Jay Vine               | Mark Stewart    | Mark Stewart | Ilan Van Wilder     | UAE Team Emirates         |
| 5      | płaski                     | Olav Kooij          | Jay Vine               | Tim Merlier     | Mark Stewart | Ilan Van Wilder     | UAE Team Emirates         |
| 6      | płaski                     | Tim Merlier         | Jay Vine               | Tim Merlier     | Mark Stewart | Ilan Van Wilder     | UAE Team Emirates         |
| 7      | górzysty                   | Lennert Van Eetvelt | Lennert Van Eetvelt    | Tim Merlier     | Mark Stewart | Lennert Van Eetvelt | Lidl-Trek                 |
| Koniec | Koniec                     |                     | Lennert Van Eetvelt    | Tim Merlier     | Mark Stewart | Lennert Van Eetvelt | Lidl-Trek                 |